# IFPI Danmark
La IFPI Danmark è il ramo danese dell'International Federation of the Phonographic Industry atto a rappresentare gli interessi dell'industria discografica nel paese.

## Certificazioni di vendita
A partire dal 1º aprile 2016, la IFPI Danimarca certifica album e singoli attraverso i seguenti criteri:

### Dischi d'oro
- Album: 10 000
- Singoli: 45 000

### Dischi di platino
- Album: 20 000
- Singoli: 90 000

## Classifiche
La IFPI Danmark si occupa inoltre di stilare le classifiche settimanali degli album e dei singoli più venduti nel Paese.